# Finnfjord
Finnfjord est une localité du comté de Troms, en Norvège.

## Géographie
Administrativement, Finnfjord fait partie de la kommune de Lenvik.